# J. Hans D. Jensen
Johannes Hans Daniel Jensen (Hamburgo, 25 de junio de 1907-Heidelberg, 11 de febrero de 1973) fue un físico alemán que compartió la mitad del Premio Nobel de Física de 1963 con Maria Goeppert-Mayer por su propuesta de la estructura nuclear orbital. La otra mitad del premio fue para Eugene Paul Wigner por «por su contribución a la teoría del núcleo atómico y de las partículas elementales, en especial por el descubrimiento y aplicación de los importantes principios de simetría».

## Primeros años
Fue el tercer hijo del matrimonio formado por Karl Friedrich Jensen y Helene Auguste Adolphine. El padre era jardinero en el jardín botánico de Hamburgo. Sus padres fallecieron cuando él tenía 16 años, quedando bajo el cuidado de su hermana mayor.
Estudió física, matemáticas, química física y filosofía en la Universidad de Friburgo y la Universidad de Hamburgo de 1926 a 1931, con una beca de la Studienstiftung des Deutschen Volkes (Fundación de Estudios del Pueblo Alemán). obteniendo su doctorado en esta última en 1932.

## Segunda Guerra Mundial
Para que a su esposa, la doctora Elisabeth Jensen, le permitieran seguir con sus estudios de medicina, ambos tuvieron que afiliarse al Partido Nacionalsocialista Obrero Alemán.
Entre 1939 y 1940 fue oficial de la Wehrmacht en el servicio meteorológico. También trabajó en el proyecto de energía nuclear alemana, también conocido como el Club del Uranio, en la que hizo contribuciones a la separación de isótopos de uranio.
Pese a ello, Jensen y su esposa, que tenían una gran relación con Niels Bohr y otros colegas en Copenhague desde la década de 1930, hicieron alguna colaboración con la resistencia, llegando a evitar la deportación de muchos judíos, entre ellos, al físico Richard Gans.
Después de la guerra, el comité de desnazificación le acusó de ser miembro del partido y trabajar en el proyecto de uranio alemán, siendo clasificado en la Categoría IV (“seguidor”) en 1947. Después de presentar varios certificados de exoneración ante el comité, demostrando su actitud crítica hacia el régimen, fue legalmente exonerado en julio de 1949.

## Trayectoria

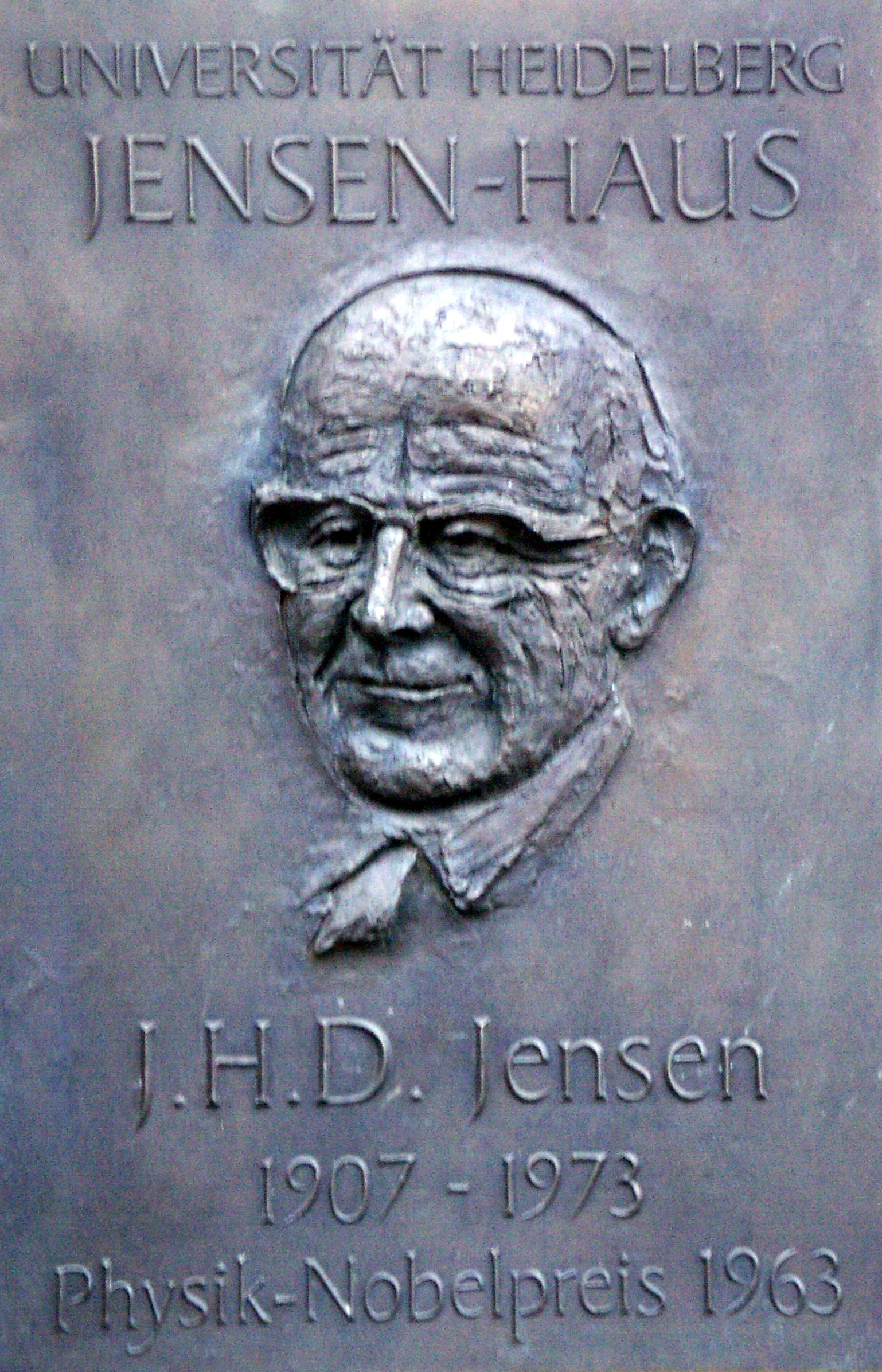
Placa memorial en Heidelberg.

Se desempeñó como asistente científico en el Instituto de Física Teórica de la Universidad de Hamburgo y, desde 1941, profesor de física teórica en la Escuela Técnica de Hannover.
Su participación fue crucial en la fundación del Instituto de Física Aplicada, al poner en la dirección a Christoph Schmelzer y Konrad Tamm. También en la fundación del Instituto Max Planck de Física Nuclear bajo la dirección de Wolfgang Gentner, con quien ya había trabajado en el Proyecto Uranio.
Junto a Maria Goeppert Mayer, modificó el modelo estadístico de Thomas-Fermi con elementos de la teoría de partículas individuales, al considerar el núcleo atómico no como una combinación aleatoria de neutrones y protones, sino como una estructura de capas, cada una de las cuales está lleno de neutrones y protones, lo que les hizo merecedores del Premio Nobel de Física en 1963
Fue profesor en la Universidad de Heidelberg. En 1947 se le concedió una cátedra honorífica en la Universidad de Hamburgo. Desde 1949 fue profesor en la Universidad de Heidelberg. En 1964 fue nombrado doctor Honoris Causa por la Universidad de Hannover. Fue profesor de la Universidad de Wisconsin-Madison, el Instituto de Estudios Avanzados, la Universidad de Indiana y el Instituto de Tecnología de California. En 1969 fue nombrado ciudadano de honor de Fort Lauderdale (Florida).